# 各地治世一览
盛世，意即兴旺繁盛的时代，规模小的盛世又称为治世。以下為世界各地的盛世或治世一覽。
- 美利堅治世
- 欧洲治世（英语：Pax Europaea）
- 南非治世（英语：Pax Praetoriana）
- 埃及治世（英语：Pax Aegyptiaca）
- 苏美尔治世（英语：Pax Sumerica）
- 米诺斯治世
- 亚述治世（英语：Pax Assyriaca）
- 中華治世
- 罗马治世
- 伊斯兰治世
- 尼基弗鲁斯治世
- 可萨治世
- 上帝治世
- 蒙古治世
- 西班牙治世
- 奥斯曼治世
- 不列颠治世
- 叙利亚治世（英语：Pax Syriana）
- 苏联治世